# Ernst Christian Wilhelm Weber
Ernst Christian Wilhelm Weber (* 4. August 1796 in Weißensee (Thüringen); † 5. August 1865 in Coburg) war ein deutscher Klassischer Philologe und Gymnasiallehrer.

## Leben und Werk
Ernst Christian Wilhelm Weber, der Sohn eines Mühlenbesitzers, besuchte zunächst die Volksschule, dann die Klosterschule Roßleben. Ab 1815 studierte er Klassische Philologie in Leipzig (bei Gottfried Hermann) und Jena (bei Heinrich Karl Eichstädt, Ferdinand Gotthelf Hand und Karl Christian Reisig). 1819 habilitierte sich Weber in Jena mit einer Studie über Juvenals Satiren. Er hielt zwei Semester lang Vorlesungen ab, ehe er im Herbst 1820 als Collaborator an das Gymnasium in Weimar berufen wurde. Dort wurde er 1823 zum Professor ernannt, später zum Hofrat. 1860 ließ er sich pensionieren. Er starb während einer Reise nach Coburg, wo er seine Tochter besuchte, die mit einem Sohn des Dichters Friedrich Rückert verheiratet war.
Neben dem Unterricht veröffentlichte Weber kritische Ausgaben der Satiriker Juvenal (1825) und Persius (1826) sowie des Redners Demosthenes (1845). Später beschäftigte er sich mit der Goethezeit in Weimar, woraus seine Studie Zur Geschichte des Weimarischen Theaters (1865) erwuchs.

## Schriften (Auswahl)
- Animadversiones in Iuvenalis satiras. Jena 1820 (Habilitationsschrift)
- D. Iunii Iuvenalis Aquinatis satirae XVI. Recensuit et annotationibus instruxit. Weimar 1825
- A. Persii Flacci Satirae sex. Recensuit et annotationem criticam et exegeticam addidit. Leipzig 1826
- Commentatio de illo: non scholae, sed vitae discimus. Weimar 1836
- Demosthenis oratio in Aristocratem. Graeca emendatiora edidit, apparatu critico, commentario perpetuo atque indicibus instruxit. Jena 1845
- Zur Geschichte des Weimarischen Theaters. Weimar 1865